# Percy Ludgate
Percy Edwin Ludgate (2 de agosto de 1883-16 de octubre de 1922) fue un científico aficionado irlandés que diseñó el segundo motor analítico (computadora Turing completa de uso general) de la historia.

## Biografía
Ludgate nació el 2 de agosto de 1883 en Skibbereen, condado de Cork, siendo hijo de Michael Ludgate y Mary McMahon. En el censo de 1901, figura como funcionario público de educación nacional (Boy Copyist) en Dublín, y también se encuentra en el de 1911 como empleado comercial (comerciante de maíz). Estudió contabilidad en el Rathmines College of Commerce y obtuvo una medalla de oro según los resultados de sus exámenes finales en 1917. En algún momento anterior o posterior, se incorporó a Kevans & Son, unos contadores.

## Motor analítico
Parece que Ludgate trabajaba como empleado para un comerciante de maíz desconocido, en Dublín, y perseguía su interés por las máquinas calculadoras por las noches. Charles Babbage en 1843 y Ludgate en 1909 diseñaron los dos únicos motores analíticos mecánicos antes del motor analítico electromecánico de Leonardo Torres Quevedo de 1920 y sus pocos sucesores, y los seis motores analíticos electrónicos de primera generación de 1949.
Trabajando solo, Ludgate diseñó un motor analítico sin conocer los diseños de Babbage, aunque más tarde escribió sobre la máquina de Babbage. El motor de Ludgate utilizaba la multiplicación como mecanismo base (a diferencia del de Babbage, que utilizaba la suma). Incorporó el primer multiplicador-acumulador que explotaba para realizar divisiones, utilizando la multiplicación sembrada por recíproco a través de la serie convergente (1 + x)−1.
El motor de Ludgate también utilizó un mecanismo similar a las reglas de cálculo, pero empleando "índices logarítmicos" únicos y discretos (ahora conocidos como logaritmos irlandeses), así como un novedoso sistema de memoria que utiliza cilindros concéntricos y almacena números como desplazamientos de varillas en lanzaderas. Su diseño incluía varias otras características novedosas, incluido el control del programa (por ejemplo, preferencia y subrutinas, o microcódigo. El diseño es tan diferente al de Babbage que puede considerarse un segundo y único tipo de motor analítico, que por tanto precedió al tercer (electromecánico) y al cuarto (electrónico). Se desconoce el mecanismo preciso del motor, ya que los únicos relatos escritos que se conservan no detallan su funcionamiento, aunque afirmó en 1914 que «existen dibujos descriptivos completos de la máquina, así como una descripción manuscrita»; estos nunca han sido encontrados.
Los inventos de Ludgate se trabajaron fuera de un laboratorio, y trabajaba en ellos sólo a tiempo parcial, a menudo hasta altas horas de la madrugada. Muchas publicaciones se refieren a él como contable, pero eso surgió después de su artículo sobre motores analíticos de 1909. Poco se sabe sobre su vida personal, ya que los únicos registros conocidos son sus escritos científicos. Antes de 2016, la mejor fuente de información sobre Ludgate y su importancia se encontraba en el trabajo del profesor Brian Randell; desde entonces, se están realizando más investigaciones en el Trinity College de Dublín, bajo los auspicios de la Colección de Ciencias de la Computación John Gabriel Byrne.
Ludgate murió de neumonía el 19 de octubre de 1922; se halla enterrado en el cementerio Mount Jerome en Dublín.

## Legado

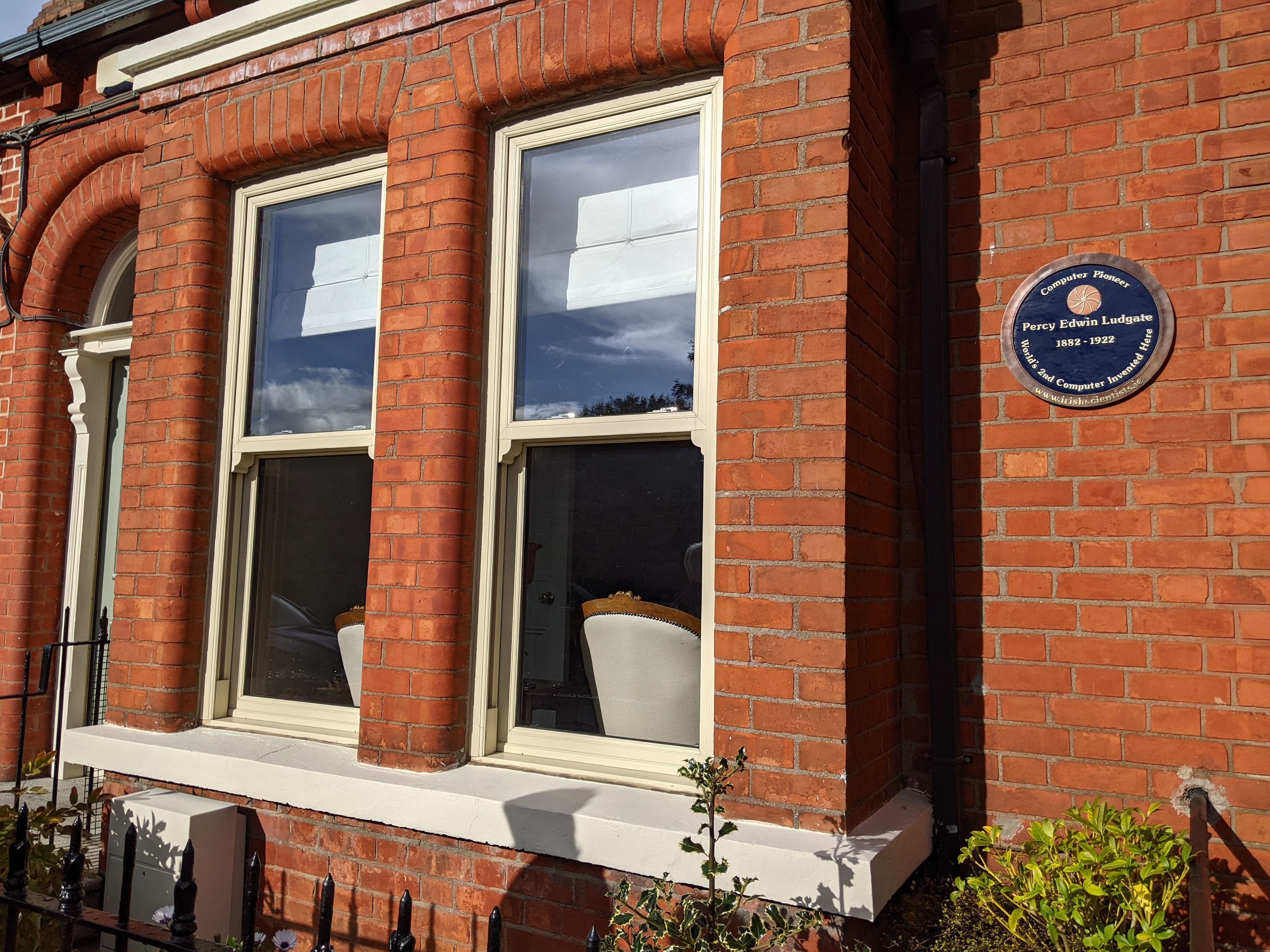
Placa a Ludgate en su casa de Drumcondra, realizada por el Natinal Committee for Commemorative Plaques in Science and Technology en octubre de 2022.

En 1991, se instituyó en su honor un premio al mejor proyecto de último año en el curso de Moderación en Ciencias de la Computación en el Trinity College de Dublín (el Premio Ludgate)y en 2016 se inauguró el centro de incubación de negocios electrónicos Ludgate Hub en Skibbereen.